# Atraphaxis grandiflora
Atraphaxis grandiflora är en slideväxtart som först beskrevs av Carl Ludwig von Willdenow, och fick sitt nu gällande namn av Jaub. & Sp.. Atraphaxis grandiflora ingår i släktet Atraphaxis och familjen slideväxter. Inga underarter finns listade i Catalogue of Life.